# Чемпіонат Туру WTA 2002
Чемпіонат Туру WTA 2002, також відомий за назвою спонсора як Home Depot Championships Presented by Porsche, — жіночий тенісний турнір, що проходив на закритих кортах з твердим покриттям Стейплс-центр у Лос-Анджелесі (США). Це був 32-й за ліком завершальний турнір сезону в одиночному розряді, і 27-й - парному. Проходив у рамках Туру WTA 2002. Тривав з 6 до 11 листопада 2002 року. П'ята сіяна Кім Клейстерс здобула титул в одиночному розряді й отримала 765 тис. доларів США, а також 485 рейтингових очок. Загальна відвідуваність турніру, що вперше відбувся в Стейплс-центрі, становила 56 862 особи.
Амелі Моресмо і Мартіна Хінгіс кваліфікувалась на турнір, але знялись через травми.

## Фінальна частина

### Одиночний розряд
Кім Клейстерс —  Серена Вільямс, 7–5, 6–3.
- Для Клейстерс це був 4-й титул за сезон і 10-й — за кар'єру.

### Парний розряд
Олена Дементьєва /  Жанетта Гусарова —  Кара Блек /  Олена Лиховцева, 4–6, 6–4, 6–3.